# Rhionaeschna pauloi
Rhionaeschna pauloi – gatunek ważki z rodziny żagnicowatych (Aeshnidae). Występuje na terenie Ameryki Południowej.